# Wolffenstein-Böters-Reaktion

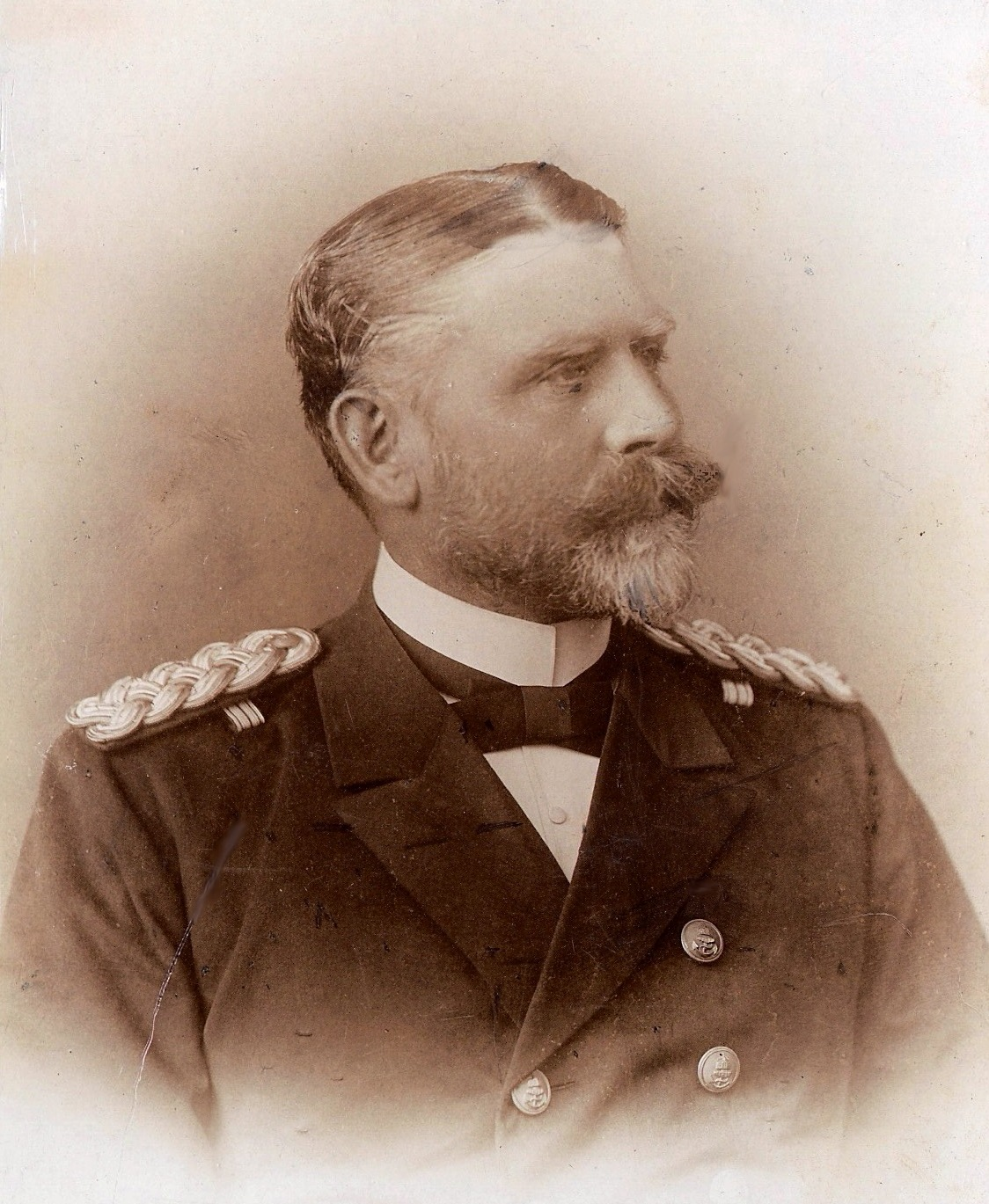
Oskar Böters um 1890

Die Wolffenstein-Böters-Reaktion ist eine Namensreaktion der organischen Chemie. Sie dient der Synthese von Dinitrophenol und Trinitrophenol (Pikrinsäure) und wurde nach ihren Entdeckern, den deutschen Chemikern Richard Wolffenstein (1864–1929) und Oskar Böters (1848–1912), benannt.

## Übersichtsreaktion
Benzol wird in Anwesenheit von Quecksilber(II)-nitrat mit Salpetersäure umgesetzt. Wird eine 50 %ige Salpetersäure bei 30 °C verwendet, so entsteht Dinitrophenol, mit einer 60 %igen Salpetersäure entsteht bei 100 °C Trinitrophenol:

## Reaktionsmechanismus
Der nachfolgende Reaktionsmechanismus stammt aus dem Buch „Comprehensive Organic Name Reactions and Reagents“ und ist nur ein möglicher Reaktionsmechanismus:
Das Benzol bildet eine Nebenvalenzbindung mit dem Quecksilber(II)-nitrat aus, in dem die π-Elektronen des Ringsystems in Wechselwirkung mit dem positiv geladenen Quecksilberionen treten. Das hinzugefügte Wasser, addiert sich an das Benzol (1) unter Abspaltung eines Protons. Gleichzeitig bildet sich eine σ-Elektronenbindung vom Benzol zum Quecksilber unter Abspaltung eines Nitratanions. Durch Rearomatisierung wird wieder Salpetersäure abgeschieden und es entsteht Phenol (2).
Wird nun (2) mit Distickstoffpentoxid umgesetzt, welches vorher aus Salpetersäure gewonnen werden muss, in ortho- oder para-Stellung erfolgt eine Nitrierung unter Abspaltung von Salpetersäure. Bei abermaliger Nitrierung durch Distickstoffpentoxid wird die andere Position nitriert, so dass sich 2,4-Dinitrophenol (3) bildet. Abhängig von der Distickstoffpentoxidkonzentration und der Reaktionstemperatur, reagiert es weiter zu 2,4,6-Trinitrophenol (4).

## Quecksilberproblematik
Bei dieser Reaktion wird mit Quecksilber gearbeitet, das zu den giftigsten Stoffen gehört. Bei dieser Reaktion liegt der vorgeschlagene Wert bei 0,42 mol auf 100 g Benzol, also 84,24 g. Dabei wird das Quecksilber nahezu verlustfrei wiederaufbereitet.